# ElgooG
elgooG (cách viết ngược của chữ 'Google') là một trang web "ngược" của công cụ Google Tìm kiếm với giao diện và kết quả tìm kiếm theo chiều ngang lộn, hay còn được gọi là Google gương. Trang web này được All Too Flat tạo ra với mục đích "cho vui", và bắt đầu thu hút được sự chú ý vào năm 2002.
ElgooG ban đầu được sử dụng nhiều ở Trung Quốc như là một cách lách luật "Vạn lý tường lửa" sau khi quốc gia này ban hành lệnh cấm đối với Google, nhưng giờ trang web này không còn hoạt động.
Một phát hiện cho thấy tên miền "elgoog.com" đã được Google đăng ký từ năm 2000, nhưng giờ tên miền này đang được thanh lý. Ngày nay, tên miền được đổi sang "elgoog.im".

## Trứng phục sinh Google
Kể từ năm 2022, elgooG xuất hiện dưới dạng "trứng phục sinh", được cho là xuất vào một thời điểm nào đó trong công cụ Google Tìm kiếm.

## com.google
Vào ngày 1 tháng 4 năm 2015 (ngày Cá tháng Tư), Google đã tạo ra một trang web tương tự như elgooG như một trò "chơi khăm" trong ngày lễ Cá tháng Tư.